# گکوهای کوتوله
گکوهای کوتوله سرده‌ای از گکوهای بومی شمال آفریقا هستند که در مناطقی از آسیا و خاورمیانه نیز یافت می‌شوند. آن‌ها طولی کمتر از ۱۰ سانتی‌متر دارند و کوچکترین آن‌ها (Tropiocolotes levitoni) دارای طول پوزه تا مخرج ۳۰ میلی‌متر است. ماده‌های این خزندگان در هر ۶–۴ هفته تنها یک تخم با اندازه به نسبت بزرگ می‌گذارند.

## رده‌بندی
- Tropiocolotes bisharicus
- گکوی کوتوله نواردار، Tropiocolotes helenae
  - Microgecko helenae fasciatus
  - Microgecko helenae helenae
- Tropiocolotes latifi
- Tropiocolotes levitoni
- Tropiocolotes nattereri
- Tropiocolotes nubicus
- گکوی کوتوله ایرانی، Tropiocolotes persicus
  - گکوی کوتوله بختیاری، Microgecko persicus bakhtiari
  - گکوی کوتوله میان‌رودان،Microgecko persicus euphorbiacola
  - گکوی کوتوله ایرانی معمولی، Microgecko persicus persicus
- گکوی کوتوله اسکورتچی، Tropiocolotes scortecci
- گکوی کوتوله الجزایری، Tropiocolotes steudneri
- گکوی کوتوله شمالی، Tropiocolotes tripolitanus
  - گکوی کوتوله شمالی الجزایری، Tropiocolotes tripolitanus algericus
  - Tropiocolotes tripolitanus apoklomax
  - Tropiocolotes tripolitanus occidentalis
  - گکوی کوتوله شمالی سومالیایی، Tropiocolotes tripolitanus somalicus
  - Tropiocolotes tripolitanus tripolitanus